# Cry Baby (píseň)
Cry Baby je píseň nahraná skupinou Garnet Mimms and the Enchanters, v roce 1963. Napsali ji Bert Berns a Jerry Ragovoy, skupina ji nahrála pro společnost United Artists. Píseň dosáhla vrcholu na Billboard Hot R&B/Hip-Hop Songs a získala 4. místo v Billboard Hot 100 chart v roce 1963.

## Verze Janis Joplin
Píseň proslavila Janis Joplin. V září a říjnu roku 1970 ji nahrála pro album Pearl, které bylo vydáno posmrtně. Nahrávku ve stylu blues-rock produkoval Paul A. Rothchild. Na straně B singlu byl hit Mercedes Benz.
Píseň vyšla také na albu Pearl Session vydanému k 69. výročí narozenin Janis Joplin. Album obsahuje nově objevené nahrávky ze studia, píseň „Cry Baby“ je zde možno slyšet ve třech verzích, první v délce 3.88 min. druhá ve stejné délce je mono na singlu, třetí, alternativní verze je v délce 4.57 min. Kritiky napsaly: „Joplin pojala hit roku 1963, který složil Jerry Ragovoy a Bert Berns a nazpívali v roce 1963 Garnett Mimms and the Enchanters jako psychedelické blues s hlubokou duší. V září roku 1970 píseň nazpívala hlasem pronikavým jako siréna a delší téměř o minutu než je finální verze. Celkově to působí tak,že zpěvačka nenazpívala píseň nikdy stejně, takže producent Rothschild měl z čeho vybírat při dokončování alba.“
Živá nahrávka písně byla pořízena jako záznam z vystoupení Janis Joplin v Torontu, při příležitosti akce Festival Express.

## Cover verze
- „Cry Baby“, P.J. Proby, album Believe It or Not!, 1968
- „Cry Baby“, The Mad Lads, album The Mad, Mad, Mad, Mad, Mad Lads, 1969
- „Cry Baby“, Natalie Cole, album Natalie Live!, 1978
- „Cry Baby“, Bill Wyman's Rhythm Kings, album Just For a Thrill, 2004

Píseň byla v repertoáru mnoha dalších zpěváků
- Joss Stone ji zpívala na 47. Grammy Awards, 13. února 2005 jako poctu Janis Joplin.
- Allison Iraheta ji zpívala v soutěži American Idol (2009).
- Magdolna Rúzsa ji zpívala v maďarské soutěži Megasztár 2005/2006.